# Nodo Nicky
Il nodo Nicky è un metodo di annodare la cravatta. È una versione auto-rilasciante del nodo Pratt, e come quest'ultimo si annoda al rovescio. Ha avuto origine a Milano, e potrebbe aver preso il nome da Nikita Chruščëv dopo la sua visita alla città. In quanto a dimensioni, il nodo Nicky è più grande del nodo four-in-hand e più piccolo del nodo mezzo Windsor.
Utilizzando la notazione di The 85 Ways to Tie a Tie, il nodo Nicky è annodato con la sequenza Lo Ci Ro Li Co T (nodo 4).